# モシワ・レコタ
モシワ・ジェラルド・パトリック・レコタ（英語: Mosiuoa Gerard Patrick Lekota、1948年8月13日 - ）は、南アフリカ共和国の政治家。上院議員。国民会議（OCPE）議長（初代）。
国防相、上院議長、フリーステイト州首相を務めた。

## 概要

### 黒人解放運動の闘士
オレンジ自由州（現: フリーステイト州）クルーンスタット出身。
大学生のときに黒人解放運動に参加するが、1974年に逮捕されてロベン島の政治犯刑務所に拘束された。
1982年に出所したものの、1985年に再び逮捕されるが、アパルトヘイト政策の見直しにより1989年に再出所した。1990年以降、アフリカ民族会議（ANC）の幹部として頭角を現して要職を歴任した。
1999年、タボ・ムベキの大統領就任に伴って国防相に就任、ムベキの側近として政権を支えた。

### ANC離脱と新党結成
2008年、ムベキがANC議長のジェイコブ・ズマの圧力によって辞職に追い込まれた際、他の9閣僚とともに辞表を提出した。翌月にはズマの党運営を批判し、ANCを離党した。
レコタの離党に対してANC執行部は党員資格の停止処分を決定したが、ムベキ支持グループが反発し集団離党し、新党「国民会議」
を結成、初代議長に就任した。